# Sabacon gonggashan
Sabacon gonggashan is een hooiwagen uit de familie Sabaconidae.